# Мокеламне-Гілл (Каліфорнія)
Мокеламне-Гілл (англ. Mokelumne Hill) — переписна місцевість (CDP) в США, в окрузі Калаверас штату Каліфорнія. Населення — 691 особа (2020).

## Географія
Мокеламне-Гілл розташований за координатами 38°18′18″ пн. ш. 120°43′8″ зх. д. / 38.30500° пн. ш. 120.71889° зх. д. (38.304945, -120.718783).  За даними Бюро перепису населення США в 2010 році переписна місцевість мала площу 7,98 км², з яких 7,97 км² — суходіл та 0,01 км² — водойми.

## Демографія
Згідно з переписом 2010 року, у переписній місцевості мешкало 646 осіб у 299 домогосподарствах у складі 174 родин. Густота населення становила 81 особа/км².  Було 354 помешкання (44/км²).
Расовий склад населення:
| - 88,4 % — білих - 1,9 % — корінних американців - 0,6 % — азіатів - 0,5 % — чорних або афроамериканців - 4,0 % — осіб інших рас |

До двох чи більше рас належало 4,6 %. Частка іспаномовних становила 10,2 % від усіх жителів.
За віковим діапазоном населення розподілялося таким чином: 15,8 % — особи молодші 18 років, 62,4 % — особи у віці 18—64 років, 21,8 % — особи у віці 65 років та старші. Медіана віку мешканця становила 51,4 року. На 100 осіб жіночої статі у переписній місцевості припадало 88,9 чоловіків;  на 100 жінок у віці від 18 років та старших — 84,4 чоловіків також старших 18 років.
Середній дохід на одне домашнє господарство  становив 76 725 доларів США (медіана — 61 890), а середній дохід на одну сім'ю — 104 856 доларів (медіана — 105 288). За межею бідності перебувало 29,0 % осіб, у тому числі 70,9 % дітей у віці до 18 років та 17,7 % осіб у віці 65 років та старших.
Цивільне працевлаштоване населення становило 269 осіб. Основні галузі зайнятості: науковці, спеціалісти, менеджери — 30,5 %, будівництво — 21,9 %, освіта, охорона здоров'я та соціальна допомога — 21,6 %.